# كروفوردفيل
كروفوردفيل (بالإنجليزية: Crawfordville, Georgia)‏ هي مدينة تقع في مقاطعة تاليافيرو، جورجيا بولاية جورجيا في الولايات المتحدة. تبلغ مساحة هذه المدينة 8.1 (كم²)، وترتفع عن سطح البحر 187 م، بلغ عدد سكانها 572 نسمة في عام 2010 حسب إحصاء مكتب تعداد الولايات المتحدة.

## أعلام
- رالف هوليس
- جوني غريفيث
- فيلي أسبيري

## وصلات خارجية
- Cities & Counties - Georgia.gov